# کلاوس ووندر
کلاوس ووندر (آلمانی: Klaus Wunder؛ زادهٔ ۱۳ سپتامبر ۱۹۵۰) بازیکن فوتبال اهل آلمان بود.
از باشگاه‌هایی که در آن بازی کرده‌است می‌توان به باشگاه فوتبال بایرن مونیخ، باشگاه فوتبال دویسبورگ، باشگاه فوتبال هانوفر ۹۶، و باشگاه ورزشی وردر برمن اشاره کرد.
وی همچنین در تیم‌های ملی فوتبال زیر ۲۳ سال آلمان، زیر ۲۱ سال آلمان، آلمان غربی بی، و آلمان بازی کرده‌است.